# Municipio de Columbia (Arkansas)
El municipio de Columbia (en inglés: Columbia Township) es un municipio ubicado en el condado de Randolph en el estado estadounidense de Arkansas. En el año 2010 tenía una población de 662 habitantes y una densidad poblacional de 11,34 personas por km².

## Geografía
El municipio de Columbia se encuentra ubicado en las coordenadas 36°22′6″N 90°55′49″O / 36.36833, -90.93028. Según la Oficina del Censo de los Estados Unidos, el municipio tiene una superficie total de 58.39 km², de la cual 58,39 km² corresponden a tierra firme y (0 %) 0 km² es agua.

## Demografía
Según el censo de 2010, había 662 personas residiendo en el municipio de Columbia. La densidad de población era de 11,34 hab./km². De los 662 habitantes, el municipio de Columbia estaba compuesto por el 98,49 % blancos, el 0,15 % eran afroamericanos, el 0,15 % eran amerindios, el 0,3 % eran asiáticos, el 0,15 % eran isleños del Pacífico y el 0,76 % eran de una mezcla de razas. Del total de la población el 0,3 % eran hispanos o latinos de cualquier raza.